# Deliverance (1610)
 (août 2020).

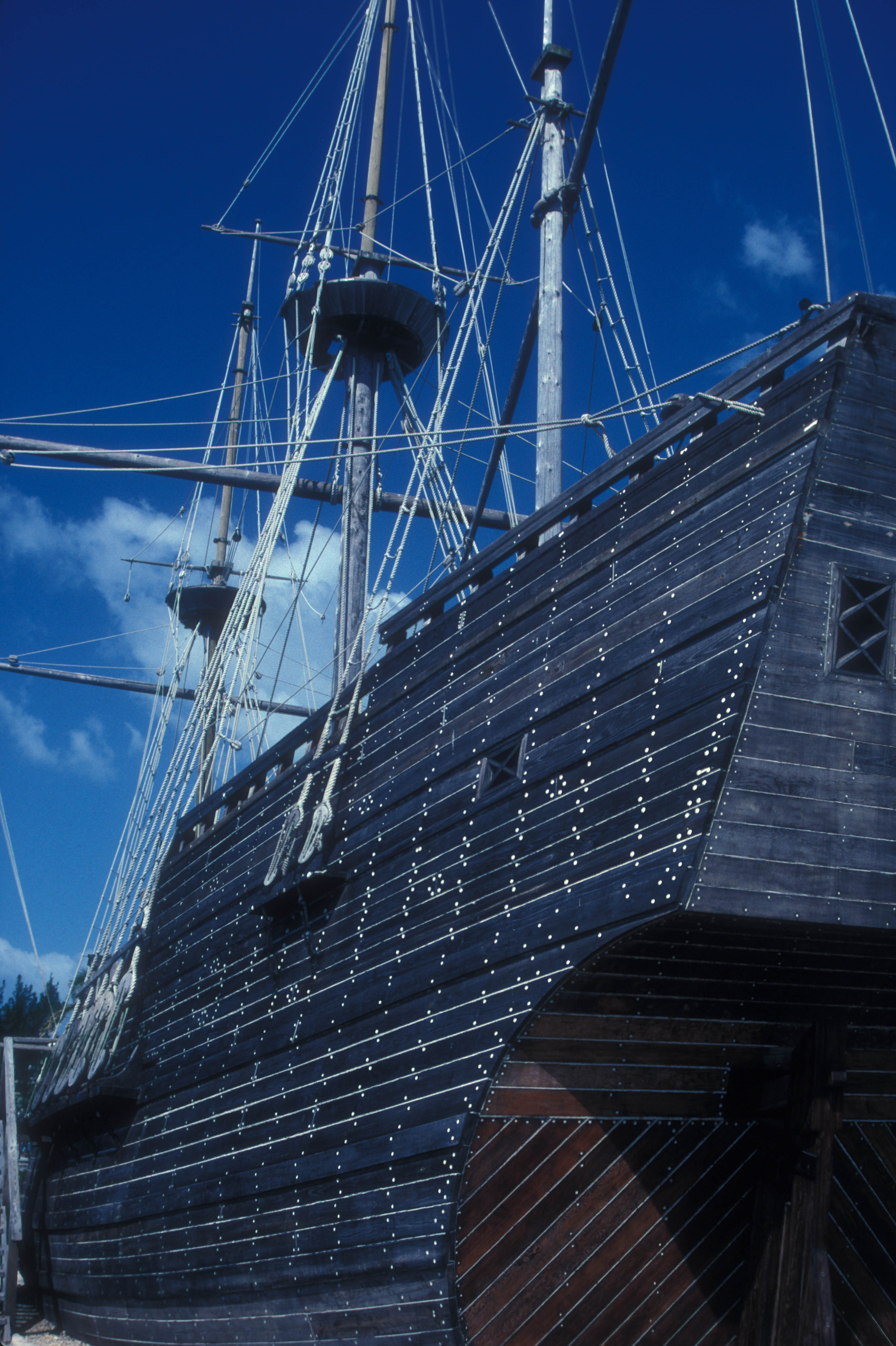
Réplique du navire exposée à St. George.

Le Deliverance est un navire anglais construit en 1609-1610 aux Bermudes par les colons débarqués inopinément du Sea Venture, qui avait pour mission de ravitailler la colonie de Jamestown, la première colonie britannique permanente sur le continent américain,.
Le Deliverance a été plutôt bien décrit dans les écrits de William Strachey, secrétaire de Sir Thomas Gates, le futur gouverneur (en)de Jamestown et passager du navire. Strachey a tenu un journal et écrit de nombreuses lettres à destination de l'Angleterre. Le récit qu'il fait de l'aventure et de la colonie de Virginie serait, selon les spécialistes de Shakespeare, une des sources de la pièce The Tempest de l'auteur.

## Naufrage duSea Venture
Le Sea Venture se fracasse sur les récifs des Bermudes le 25 juillet 1609. Le 2 juin, il avait pris la mer depuis Plymouth en tant que vaisseau-amiral d'une flotte de sept navires (y compris deux pinasses) à destination de Jamestown connue sous le nom de Third Supply (en). Une tempête dispersa bientôt les navires. Certains navires réussirent à rejoindre Jamestown, toutefois c'est à bord du Sea Venture que se trouvaient la plupart des fournitures et les membres du corps décisionnaire. Le Sea Venture résista trois jours à une tempête avant que l'amiral de la compagnie, Sir George Somers, décide de l'amener près des récifs des Bermudes afin d'éviter que le bâtiment ne coule. Le Sea Venture échoua, fort heureusement entre deux rochers, au large d'une île qui fut plus tard appelée St. George, à la mémoire de Sir George et du saint patron de l'Angleterre. Des canots de sauvetage transportèrent les colons à terre, avec tout ce qui pouvait être récupéré, et à la réunion de la prière du soir, 150 colons répondaient à l'appel. Les survivants (dont le lieutenant-général Sir Thomas Gates, le capitaine Christopher Newport, Sylvester Jordain, Stephen Hopkins ensuite passager du Mayflower, et le secrétaire William Strachey) furent bloqués aux Bermudes pendant environ neuf mois,.

## Construction duDéliveranceet duPatience
Pour les marins de cette époque, les Bermudes étaient un endroit effrayant, bordé de récifs. C'était un cimetière pour les navires et elles sont devenues connues sous le nom d'« îles du diable » parmi les marins superstitieux,.
Un mois après le débarquement, une chaloupe du Sea Venture fut équipée d'une voile, et un équipage de huit personnes dont Henry Ravens, le Master's mate (en) du Sea Venture, essaya de se rendre à Jamestown,,. Ceux restés à terre craignirent - tout à fait prophétiquement - que le long bateau ne réussisse pas, et commencèrent, le 28 août 1609, à construire le Deliverance suivi du Patience, un navire plus petit, sous la supervision d'un certain Frobisher, un constructeur de navires né à Gravesend. Le plan d'origine consistait à construire un seul vaisseau, le Delivrance, mais il devint vite évident qu'il ne serait pas assez imposant pour emmener les colons ainsi que l'ensemble de la nourriture (du porc salé) qui étaient rassemblés sur les îles. Le nouveau voilier faisait moins de la moitié de la taille du Sea Venture et ne pouvait pas transporter tous les colons échoués. Lorsque la chaloupe ne parvint pas à atteindre Jamestown, la seconde pinasse, la Patience, fut construite.
La Deliverance fut fabriquée à partir de l'épave du Sea Venture et de cèdre indigène des Bermudes, Juniperus bermudiana, calfeutré avec de l'huile de tortue et du calcaire bouilli des Bermudes. Les constructeurs navals amateurs improvisèrent, emportant des gabarits dans les bois pour trouver des arbres de tailles et de formes utilisables. Les arbres furent ramenés, parfois sur des kilomètres, dans une forêt luxuriante.

## En Virginie
Lorsque le Deliverance et le Patience mirent les voiles pour Jamestown, ils laissèrent plusieurs personnes sur place, certaines pour maintenir la revendication de Somers sur les îles pour l'Angleterre, d'autres mortes. À bord des deux navires se trouvaient Sir Thomas Gates, le commandant militaire et futur gouverneur de Jamestown, William Strachey, et John Rolfe, qui fonderait l'industrie du tabac de Virginie, et qui laisse son épouse et un enfant enterrés aux Bermudes. Rolfe trouvera une nouvelle épouse dans la princesse Powhatan Pocahontas.
Il s'avéra que lorsque le Deliverance et Patience atteignirent la colonie de Virginie, ils ne furent accueillis que par 60 survivants sur les 500 colons arrivés à Jamestown six mois plus tôt. Les palissades du fort avait été démolies et des squelettes calcinés demeuraient dans les maisons incendiées par des Indiens en maraude. Il restait peu de nourriture pour les colons affamés. Le sort de Jamestown était si désespéré que la Deliverance fut renvoyée aux Bermudes pour faire provision. Mi-juin 1610, toute trace de la Délivrance était perdue.

## Construction navale au Bermudes
Le Deliverance fut le premier voilier construit aux Bermudes et le deuxième navire construit par l'Angleterre de ce côté de l'Atlantique, après la pinasse Virginia construite plus tôt dans la de colonie Popham du Maine. La prochaine construction de navires au Bermudes sera le fait de Nathaniel Butler qui à partir de 1620 engageant des charpentiers hollandais, construira une centaine de navires pour la vente. Cette première industrie sera découragée par le démantèlement de la Somers Isles Company.